# Алдуненков, Пётр Ефимович
Пётр Ефи́мович Алдуне́нков (9 августа 1921 года — 15 апреля 1995 года) — участник Великой Отечественной войны, наводчик орудия 324-го гвардейского истребительно-противотанкового артиллерийского полка 8-й отдельной гвардейской истребительно-противотанковой артиллерийской бригады 5-й гвардейской армии 1-го Украинского фронта, Герой Советского Союза (21.02.1945), гвардии сержант.

## Биография
Родился 9 августа 1921 года в деревне Сидоровичи (ныне — Угранского района Смоленской области) в семье крестьянина. Русский. Член ВКП(б) с 1944 года. Образование неполное среднее, работал в колхозе. В мае 1938 года переехал в Москву, работал на дорожно-ремонтном транспорте, затем окончил курсы шоферов.
В Красной армии с марта 1942 года. Окончил школу артиллерийских наводчиков.
На фронтах Великой Отечественной войны с осени 1942 года. Сражался на Донском, Воронежском, 2-м и 1-м Украинских фронтах. Всю войну прошёл в составе 8-й гвардейской истребительно-противотанковой бригады.
Участвовал:
- в окружении и ликвидации Сталинградской группировки противника, в боях на Курской дуге, в освобождении города Богодухов Харьковской области, в форсировании Днепра, в боях за город Кировоград (Украина) — в 1943 году;
- в Корсунь-Шевченковской операции, в форсировании Вислы и боях на Сандомирском плацдарме — в 1944;
- в Висло-Одерской операции, в освобождении польских городов Ченстохова и Бжег, в форсировании реки Нейсе, в знаменитой встрече на Эльбе у города Торгау с американскими войсками, в освобождении города Дрезден — в 1945.

Особо отличился при отражении танковых атак фашистов на Сандомирском плацдарме.
15 августа 1944 года наводчик орудия 324-го гвардейского ИПТАПа гвардии сержант Алдуненков у населённого пункта Метель (юго-восточнее города Стопница, Польша) участвовал в отражении танкового контрудара противника. Подпустив вражеские танки на 100—150 метров, тремя выстрелами поджёг 2 из них. Быстро развернул орудие и пятью выстрелами подбил ещё 3 машины. При отражении повторной атаки врага подбил 3 танка и бронетранспортёр.
Указом Президиума Верховного Совета СССР от 21 февраля 1945 года за образцовое выполнение боевых заданий командования на фронте борьбы с немецко-фашистскими захватчиками и проявленные при этом отвагу и геройство гвардии сержанту Алдуненкову Петру Ефимовичу было присвоено звание Героя Советского Союза с вручением ордена Ленина и медали «Золотая Звезда» (№ 8029).
В 1946 году сержант П. Е. Алдуненков демобилизовался. Жил в Москве. Работал в пожарной охране в системе МВД. Умер 15 апреля 1995 года.

## Награды
- Медаль «Золотая Звезда» Героя Советского Союза
- Орден Ленина
- Орден Отечественной войны I степени
- Медаль «За отвагу»
- Другие медали

## Память

Могила Алдуненкова на Преображенском кладбище в Москве.

- Похоронен на Преображенском кладбище (уч. 13) в Москве.
- Постановлением Правительства Москвы № 938-IIII от 28 ноября 2000 года 17-й пожарной части Управления государственной противопожарной службы Центрального административного округа Москвы было присвоено имя капитана внутренней службы Героя Советского Союза П. Е. Алдуненкова.